# Miles McKenna
Miles Aaron McKenna (nacido el 2 de noviembre de 1995) es un vlogger, actor y defensor de los derechos LGBT+ estadounidense.  McKenna es un hombre trans y se encuentra entre los creadores trans más destacados de YouTube con más de un millón de suscriptores. Sus videos incorporan parodias cómicas y a menudo incluyen comentarios sobre identidad de género y otros temas LGBTQ.  A través de sus videos, McKenna documentó su salida del armario y su transición, incluidos los efectos de la terapia de reemplazo hormonal y la cirugía superior.

## Primeros años y blogging
Con sede en Los Ángeles, California, McKenna creció en una estricta familia religiosa. Cuando era adolescente, vivió en el condado de Orange, California y comenzó a hacer videos de estilo confesional para YouTube en 2011. McKenna "odiaba que lo vieran como una niña" y, después de que un amigo describiera a McKenna como "un niño atrapado en el cuerpo de una niña", McKenna se dio cuenta de que tenía una crisis de identidad. McKenna salió del armario en 2015.
Durante la transición de McKenna, documentó el proceso a través de sus vlogs, incluidos los cambios en su apariencia y las luchas con su familia. En un video de enero de 2017 titulado "So I'm Trans", McKenna se reveló a sí mismo como no binario y anunció intenciones de cambiar legalmente su nombre. McKenna comenzó a tomar testosterona como parte de la terapia de reemplazo hormonal. Desarrolló un caso severo de acné quístico en la cara y el cuerpo y fue el anfitrión de la serie documental Hella Gay with Miles McKenna, que contó con entrevistas a personas en la calle. También tuvo un papel en la serie dramática interactiva Guilty Party. McKenna firmó con la United Talent Agency en agosto de 2017. McKenna encabezó la gira de 2017 Love is Love junto a Shannon Beveridge y Rebecca Black. McKenna interpretó al personaje de Justin en All Night, una serie web de comedia de 2018 en Hulu. En la décima edición de los Premios Shorty McKenna ganó el premio a la mejor cuenta LGBTQ+. Él también fue presentador en la undécima edición de los premios.
Como una persona abiertamente transgénero, McKenna suele ser objeto de campañas de acoso. Tras un controvertido estudio de la Universidad de Brown sobre la "disforia de género de inicio rápido" en 2018, McKenna se encontraba entre los influencers digitales a las que se culpó de glamorizar el "estilo de vida transgénero". Durante la VidCon 2019, McKenna formó parte de un panel sobre activismo y conciencia LGBT.  Durante la sesión, el moderador Stevie Wynne Levine le hizo deadnaming a McKenna, usando su nombre y pronombres previos a la transición. En su disculpa, explicó que no sabía que era inapropiado. VidCon y los presentadores del panel The Trevor Project también pidieron disculpas a McKenna. Tras la cancelación de VidCon 2020 debido a la pandemia de COVID-19, McKenna acordó participar en un panel virtual con Elle Mills para VidCon Now.
El libro de McKenna sobre salir del armario, Out!: How To Be Your Authentic Self, se publicó en mayo de 2020 y se publicó el 6 de octubre de 2020 en el Día para salir del armario. El prólogo es de su compañero YouTuber Tyler Oakley. Parte de las ganancias del libro van a destinadas a GLSEN.
El 12 de octubre de 2020, McKenna lanzó su primer sencillo, Boys Will Be Boys, en Spotify.

## Filmografía
| Año       | Título                       | Papel                    | Notas               |
| --------- | ---------------------------- | ------------------------ | ------------------- |
| 2017      | Hella Gay With Miles Mckenna | El mismo; Productor      | Serie de televisión |
| 2017-2018 | Guilty Party                 | Alex(T1)/Dan Rolland(T2) | Serie de televisión |
| 2018      | Good Girls Get High          | Pizza Ken                | Película            |
| 2018      | All Night                    | Justin                   | Serie de televisión |
| 2020      | Nocturne                     | Alexis                   | Película            |
| 2023      | Goosebumps                   | James                    | Serie de televisión |